# Muncaster Castle

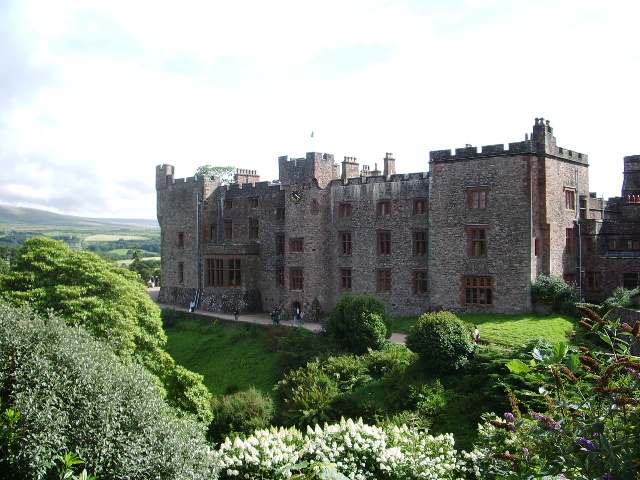
Muncaster Castle

Muncaster Castle ist eine Burg über dem River Esk, etwa 1,6 Kilometer östlich der Stadt Ravenglass an der Westküste der nordenglischen Grafschaft Cumbria. Die Burg, die sich in privater Hand befindet, wurde von English Heritage als historisches Gebäude I. Grades eingestuft.

## Geschichte
Der Ortsname „Muncaster“ enthält das lateinische Wort castra, das im Deutschen „Heerlager“ oder „Festung“ bedeutet. Man nimmt an, dass die Burg auf Fundamenten aus römischer Zeit errichtet wurde, die soweit sie existieren, einem „Castellum“ für das nahegelegene römische Fort Glannoventa in Ravenglass zuzuordnen sind.

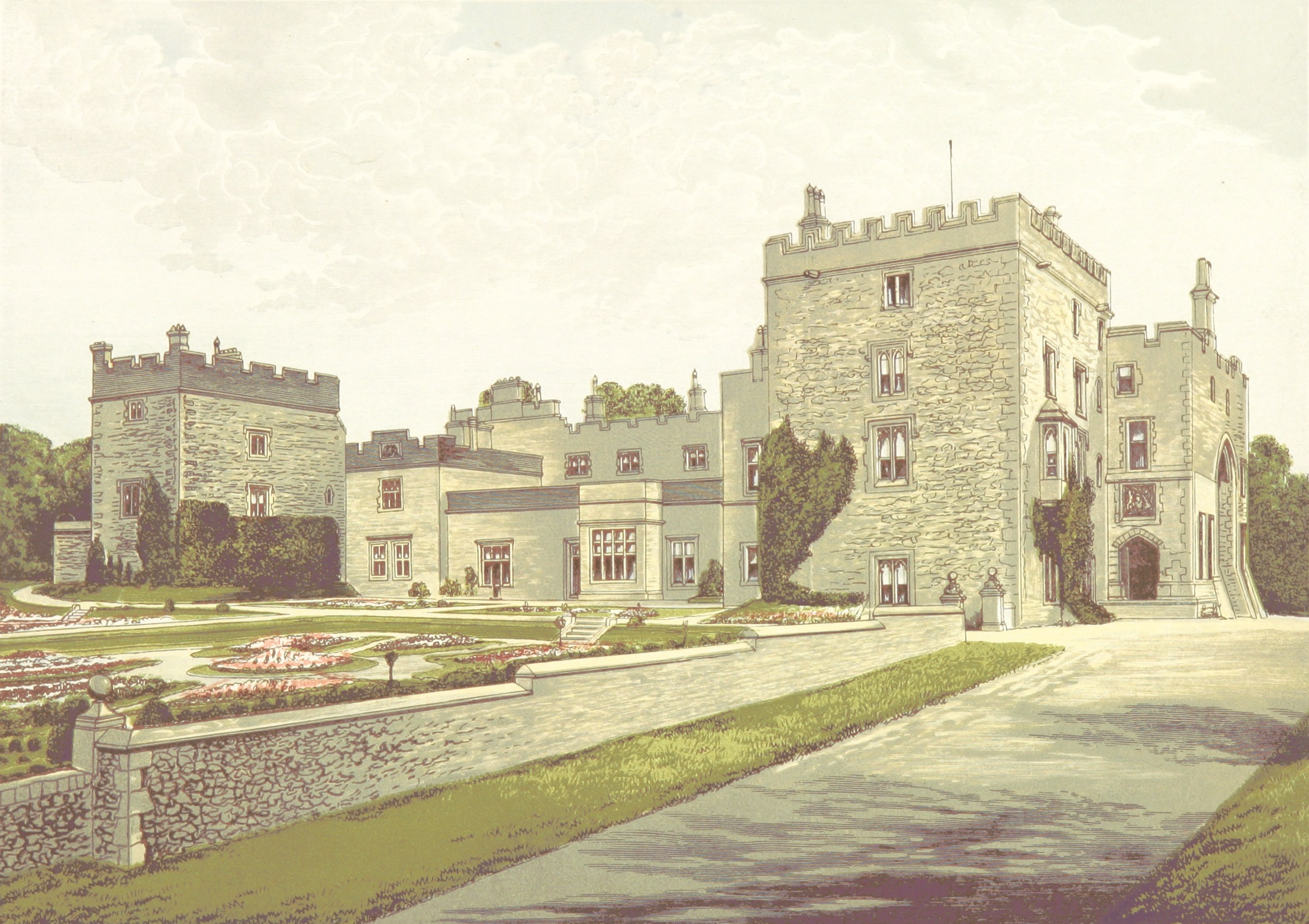
Muncaster Castle um 1880

Muncaster Castle gehört der Familie Pennington, die seit mindestens 800 Jahren dort lebt. Das Anwesen in Muncaster wurde Alan de Penitone 1208 zu Lehen gegeben. Die ältesten Teile der Burg sind der Rittersaal und der Peel-Turm aus dem 14. Jahrhundert, eine Art Wachturm, der nur bei Festungen an der englisch-schottischen Grenze zu finden ist.
Von 1860 bis 1866 baute Anthony Salvin die Burg umfangreich für die Barone Muncaster um.